# Feet of Flames

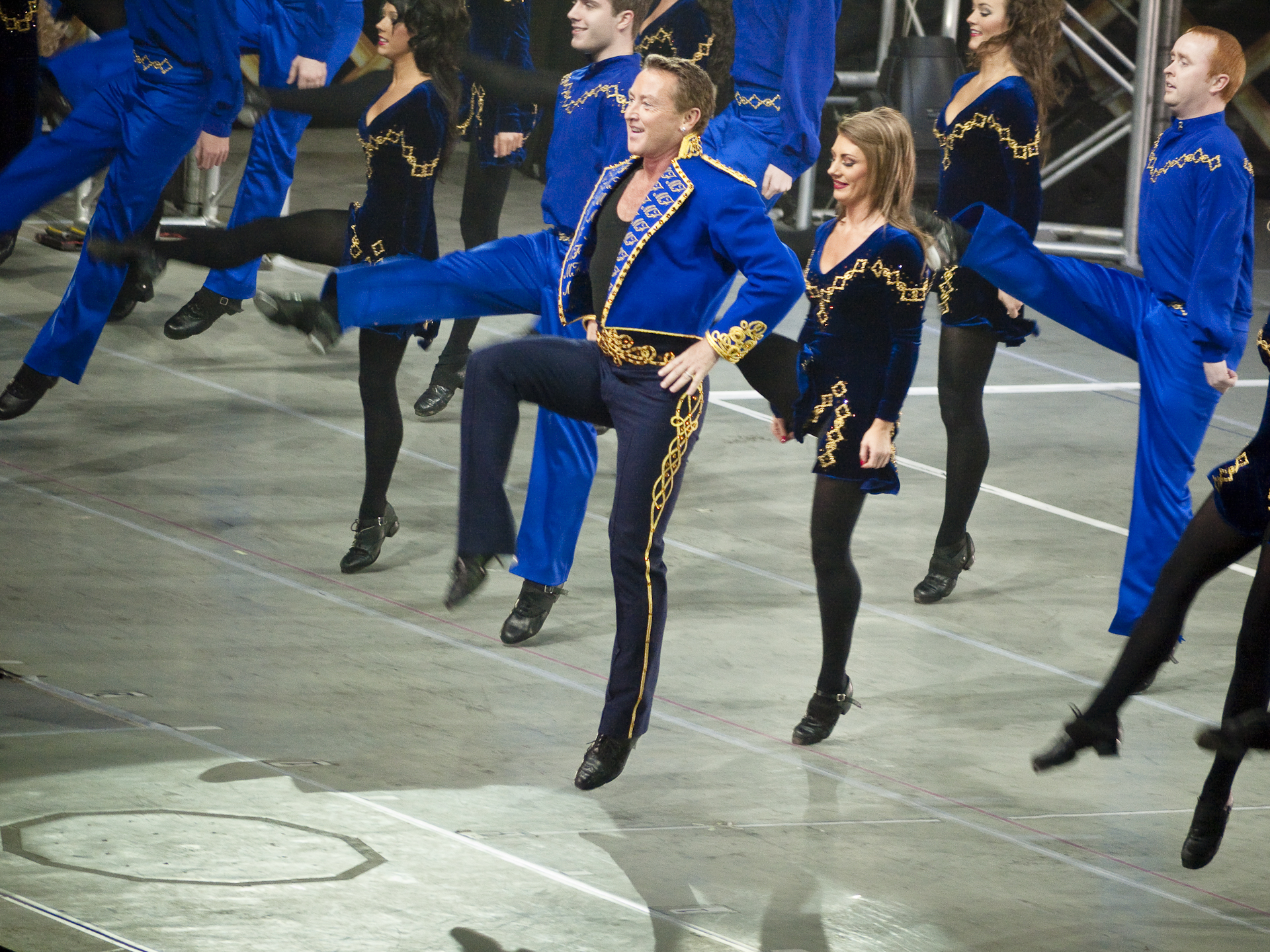
Michael Flatley während einer Aufführung der Feet of Flames-Show

Feet of Flames von Michael Flatley ist mit über 100 Steptänzern die größte aufgeführte Irish-Dance-Show der Welt. Am 25. Juni 1998 entstand bei der Vorstellung auf der Route of Kings im Londoner Hyde Park vor 25.000 Zuschauern das zugehörige Video.
Nach den Erfolgen mit Lord of the Dance erarbeitete Flatley die neue, größere Show. Er sprach dazu Martin Flitton an, der ihm den Hyde Park als Veranstaltungsort organisierte. Die Proben fanden in einem Hangar der Royal Air Force statt, der trotz einer Höhe von 20 Metern nicht das für die Show vorgesehene Bühnendach fassen konnte.

## Hauptrollen
- Lord of the Dance: Michael Flatley
- Don Dorcha, the Dark Lord: Daire Nolan
- Saoirse, the Irish Colleen: Bernadette Mary Flynn
- Morrighan, the Temptress: Gillian Norris
- The Little Spirit: Helen Egan
- Erin, the Goddess: Anne Buckley

## Stücke
| 1. The Dawning 2. Erin The Goddess – Marble Halls 3. Celtic Dreams 4. The Warriors 5. Gypsy 6. Siamsa 7. Strings Of Fire 8. Breakout 9. Warlords 10. Erin The Goddess – Magdain Mara 11. The Lord Of The Dance 12. High Priests 13. Whistling Wind 14. Saoirse 15. Entracte | 1. Dangerous Game 2. Hell’s Kitchen 3. Spirit’s Lament 4. Fiery Nights 5. The Lament 6. Celtic Fire 7. Siamsa 8. Erin The Goddess – Carrickfergus 9. Stolen Kiss 10. Nightmare 11. The Duel 12. Victory 13. Feet Of Flames 14. Planet Ireland 15. Zugaben |